# Oriol Canals Vaquer
Oriol Canals Vaquer (Barcelona, 25 de juny de 1978) és un expert en màrqueting i comunicació i escriptor de novel·la negra. És autor de Fills de mala mare, publicada el 2013 per editorial Base.
Llicenciat en Publicitat i Relacions Públiques per la Universitat de Barcelona, la seva trajectòria professional va començar al departament de comunicació de la multinacional nord-americana Nike. Posteriorment, ha estat subdirector de màrqueting i director de negoci del diari Sport i actualment és director de negoci al diari Ara. També és col·laborador del grau en Publicitat i Relacions Públiques de la Universitat de Barcelona. Malgrat haver escrit algun article d'opinió o entrevista tant per l'Sport com per l'Ara, no és fins al 2013 que fa el salt a la narrativa i publica la seva primera novel·la Fills de mala mare, un thriller vaticà que ha estat traduït al castellà com a Malnacidos i que li va valer la participació en la BCNegra 2014. "Diví", la seva segona novel·la, un thriller claustrofòbic amb epicentre a Figueres gira sobre un assassí en sèrie. Actualment a punt de finalitzar la tercera novel·la i preparant nous projectes.